# Durmenach
Durmenach é uma comuna francesa na região administrativa de Grande Leste, no departamento Alto Reno. Estende-se por uma área de 5,76 km². Em 2010 a comuna tinha 849 habitantes (densidade: 147,4 hab./km²).